# نيكولاس ويلر
نيكولاس ويلر (بالإنجليزية: Nicholas Wheeler)‏ هو شخصية أعمال بريطاني، ولد في 20 يناير 1965 في لودلو ‏ في المملكة المتحدة.